# Мартини, Ангела
Ангела Мартини (алб. Angjela Martini, англ. Angela Martini; род. 23 мая 1986) — албанская модель. Победительница конкурса Мисс Вселенная Албания (2010), участница конкурса Мисс Вселенная 2010.

## Личная жизнь и карьера
Ангела родилась в городе Шкодер (Албания). В возрасте 9 лет переехала с семьёй в Швейцарию, а затем в США.
Ангела в возрасте 18 лет стала моделью агентства NEXT Model Management в Майами (Флорида) и агентства Elite Model Management в городе Нью-Йорк. Она участвовала в мероприятии Mercedes-Benz Fashion Week и Mercedes-Benz Fashion Week Miami. Мартини также появилась в 2008 году на странице журнала Sports Illustrated’s в купальнике.
В 2017 году Анжела Мартини стала сертифицированным лайф-коучем.
В 2019 году Анжела Мартини написала свою дебютную книгу «Любовь. Надежда. Свет». В том же году Анжела Мартини дебютировала как продюсер в фильме «Выход» (2018), затем была продюсером «Слияние».

## Участие в конкурсах
Она участвовала в конкурсе Мисс Вселенная 2010 в Лас-Вегасе, заняв 6 место. Это наивысшее достижение для победительниц конкурса Мисс Вселенная Албания на конкурсе Мисс Вселенная. Сайт Globalbeauties признал Ангелу Мартини самой красивой участницей конкурсов Большого шлема (Мисс Мира, Мисс Вселенная, Мисс Интернешнл, Мисс Земля, Miss Supranational).